# Ottenbach (Svizzera)
Ottenbach (toponimo tedesco) è un comune svizzero di 2 591 abitanti del Canton Zurigo, nel distretto di Affoltern.

## Storia
Nel 1847 le località (Zivilgemeinde) di Bickwil, Oberlunnern, Toussen, Unterlunnern e Wolsen, fino ad allora frazioni di Ottenbach, si separarono per formare il nuovo comune di Obfelden.

## Monumenti e luoghi d'interesse

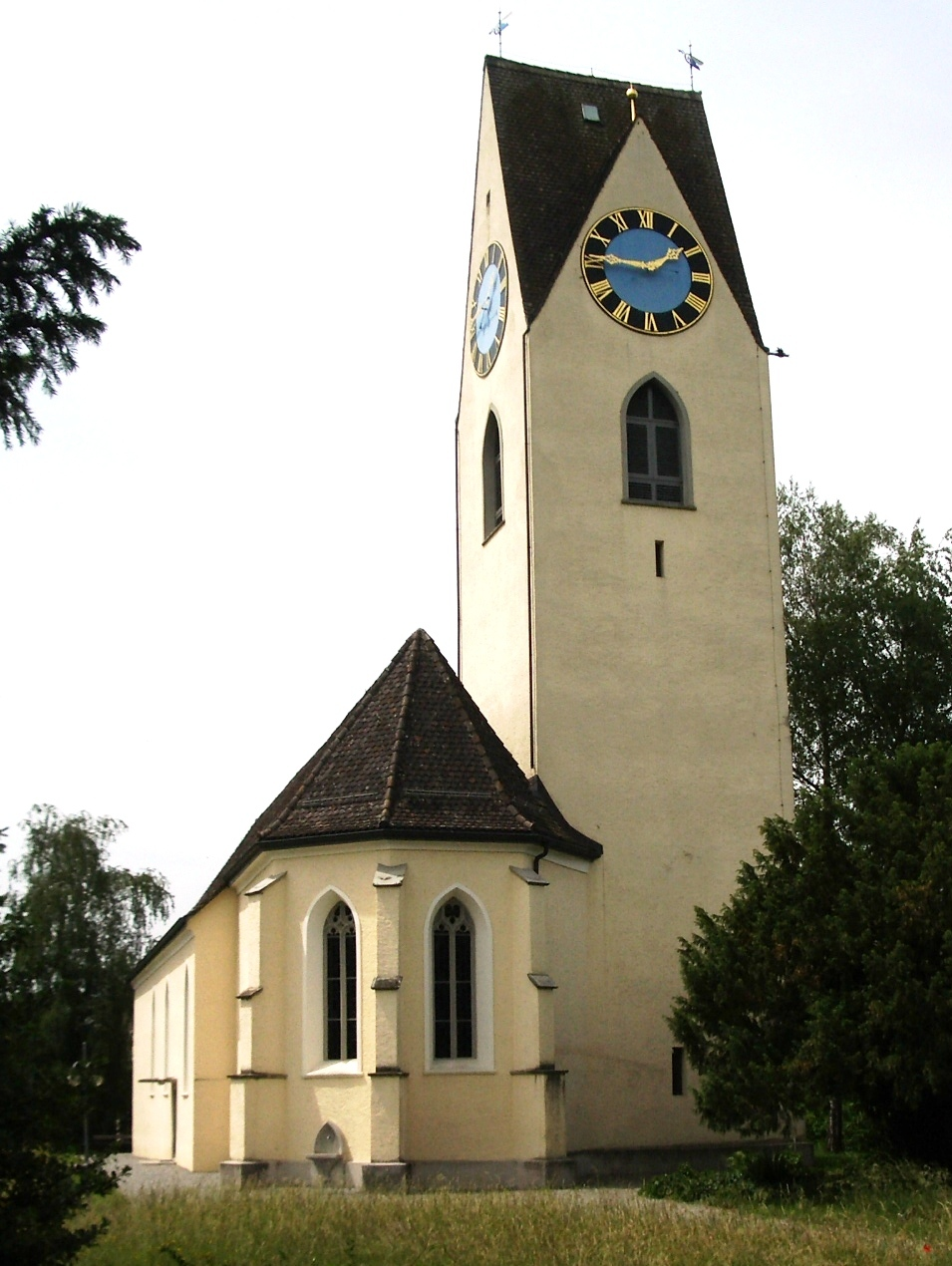
La chiesa riformata

- Chiesa riformata, attestata dal 1226[1].

## Società

### Evoluzione demografica
L'evoluzione demografica è riportata nella seguente tabella:
Abitanti censiti

## Amministrazione
Ogni famiglia originaria del luogo fa parte del cosiddetto comune patriziale e ha la responsabilità della manutenzione di ogni bene ricadente all'interno dei confini del comune.